# Okcydentalizm

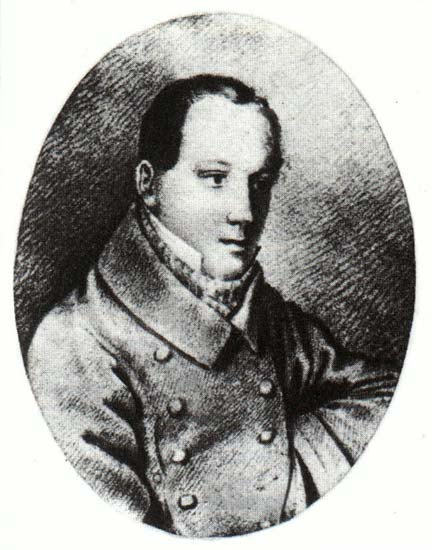
Piotr Czaadajew

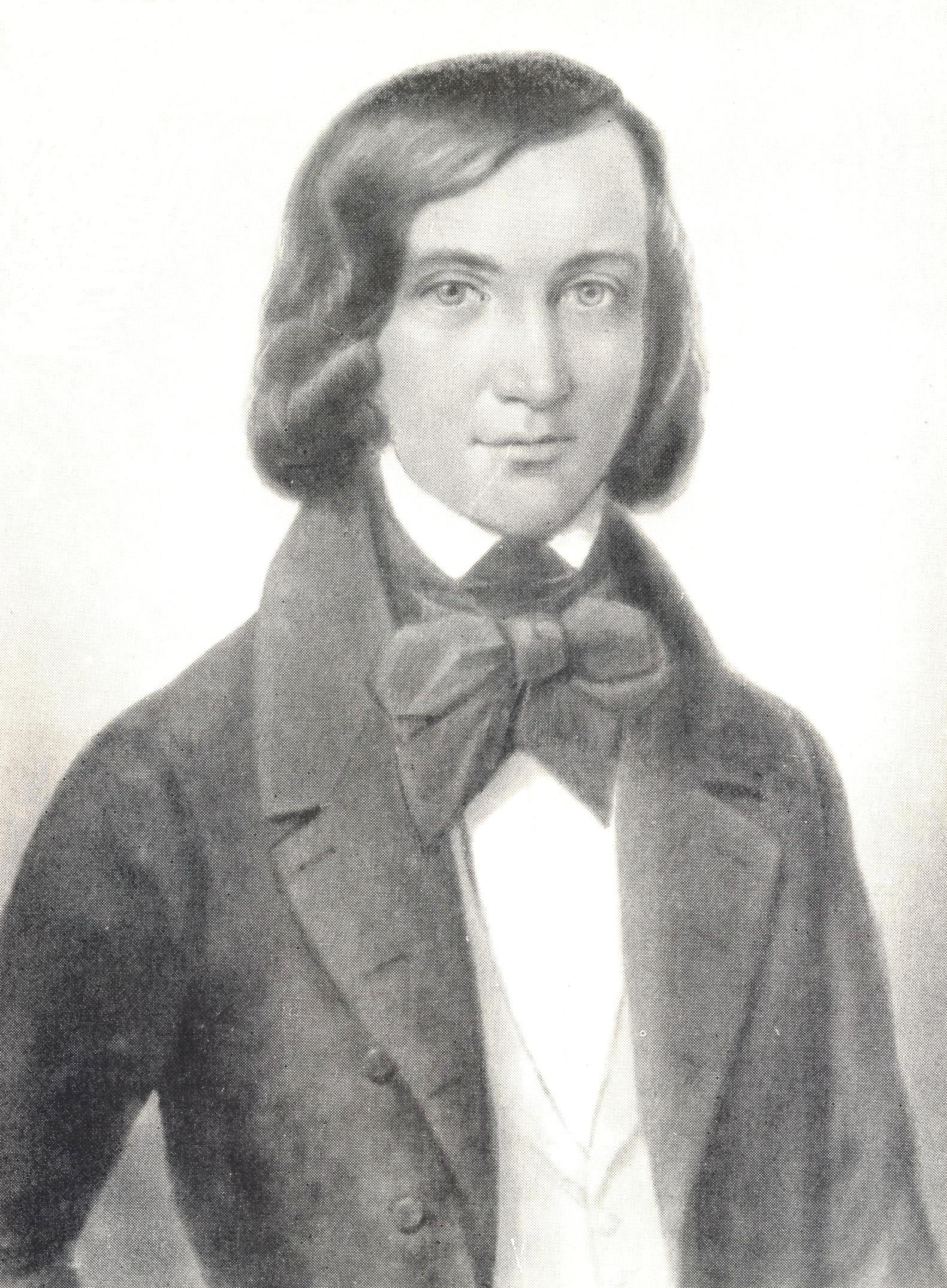
Nikołaj Stankiewicz

Okcydentalizm (z łac. occidentalis – zachodni) lub zapadniczestwo, zapadnictwo (z ros. zapad – запад – zachód) – ruch społeczno-polityczny w Rosji funkcjonujący w latach 1830–1860, opowiadający się za przeprowadzeniem w Rosji reform upodabniających ustrój i społeczeństwo rosyjskie do cywilizacji zachodnioeuropejskiej. Od lat 60. XIX w. zwolenników poglądów dotąd definiowanych jako okcydentalistyczne w Rosji określa się jako liberałów.

## Charakterystyka
Okcydentaliści nie stworzyli jednolitego systemu filozoficznego, dzielili się wewnętrznie, a ich poglądy ewoluowały w czasie, jednak podstawowym łączącym ich założeniem było przekonanie o konieczności zreformowania Rosji w duchu zachodnioeuropejskim. Krytykowali system autokracji carskiej, domagali się zastąpienia go systemem znanym z Zachodu. Za początek funkcjonowania tego nurtu uważa się powstanie kółka filozoficznego Nikołaja Stankiewicza. Do kółka tego należeli Wissarion Bielinski, Wasilij Botkin, Michaił Bakunin i inni. Zwolennicy okcydentalizmu wywodzili się z różnych warstw społecznych.
Umiarkowane skrzydło zapadników reprezentowało poglądy liberalne, kładąc nacisk na stopniowe wprowadzanie reform i szerzenie w Rosji oświaty. Z kolei okcydentaliści radykalni, zainspirowani filozofią Hegla, stopniowo zaczęli krytykować całość organizacji społeczeństwa rosyjskiego i przychylnie wypowiadać się o rewolucji, jak również odeszli od wiary. Wśród czołowych radykalnych zapadników wymienia się krytyka literackiego Wissariona Bielinskiego, publicystę Aleksandra Hercena, okcydentalistą był również czołowy teoretyk anarchizmu Michaił Bakunin.
Rywalizującym z okcydentalizmem nurtem w filozofii rosyjskiej połowy XIX w. było słowianofilstwo, chociaż początkowo różnice między obydwoma kierunkami myśli społecznej nie były duże, a słowianofilski mit rosyjskiej wspólnoty ziemskiej zyskiwał poparcie także wśród niektórych zapadników.
Opowiadali się za stworzeniem w Rosji państwa kapitalistycznego. Głosili hasła rozwoju przemysłu i handlu, budowy sieci kolei. Domagali się uwłaszczenia chłopów. Przeciwnicy krępowania swobód obywatelskich, nadmiernego ingerowania państwa w życie publiczne oraz w życie jednostki. Szczególnie krytykowali rosyjską cenzurę. Opowiadali się za tolerancją religijną. Swoje poglądy przedstawiali na łamach pism „Sowriemiennik” i „Otieczestwiennyje zapiski”.

## Przedstawiciele
Z koncepcjami okcydentalistycznymi utożsamiali się, w różnych okresach swojego życia (niektórzy radykalnie zmienili poglądy):
- Iwan Turgieniew,
- Michaił Katkow,
- Timofiej Granowski,
- Konstantin Kawielin,
- Michaił Sałtykow-Szczedrin,
- Iwan Gonczarow,
- Pawieł Annienkow[2].
- Fiodor Dostojewski